# 教宗狄约尼削
教宗聖德宜（拉丁語：Sanctus Dionysius PP.；200年—268年12月26日）於公元259年7月22日－268年12月26日期間任教宗。
教宗德宜可能在大希臘出生，但这从来未被證实。公元258年教宗思道二世殉教后，德宜在翌年获选为新任教宗。因为当时基督徒遭到迫害，教宗位置悬空近一年，当迫害逐渐减退，德宜方上任教宗职位。领导迫害教徒的罗马帝国皇帝瓦勒良在公元260年被波斯国王沙普尔一世杀害，新任皇帝加里恩努斯宣布对基督教采取容忍政策，教会从此得到合法地位。
教宗德宜任内的任务是重整教会的秩序，他发出大量金钱重建在卡帕多细亚被哥特人破壞的教堂，并下令释放被囚禁的基督徒。他在公元268年12月26日逝世，是首位未被列为殉道者的教宗。

## 譯名列表
- ：思高本圣经宗17:32-18:9 作狄约尼削。
- ：香港天主教教區檔案　歷任教宗作。